# المدرسة الحسنية (القدس)
المدرسة الحسنية  مدرسة تاريخية تقع داخل أسوار البلدة القديمة لمدينة القدس.  اُنشئت سنة 1433 م /  838 هـ  في عهد السلطان المملوكي الأشرف سيف الدين برسباي، وعلى يد الأمير حسام الدين الحسن بن محمد بن عبد الله الشهير بالكشكيلي، نائب القدس وناظر الحرمين الشريفين في القدس والخليل. تقع هذه المدرسة في طرف المسجد الأقصى من الناحية الغربية بجوار باب الناظر، وتعلو أول الأروقة الغربية بالقرب من المدرسة المنجكية.
تحول جزء من هذه المدرسة إلى دار للسكن وضُم الجزء الآخر إلى المدرسة المنجكية، واتخذت المدرسة وما ضُمَّ إليها مقرًّا للمجلس الإسلامي الأعلى، ثم مقرًّا لدائرة الأوقاف في القدس. من شيوخها، ابن أبي الوفاء (تقي الدين أبو بكر بن محمد بن علي بن أحمد الحسني المقدسي الشافعي المعروف بابن أبي الوفاء) ثم خلفه ابنه تاج الدين أبو الوفاء محمد.